# Francesco Giberti
Francesco Giberti (ur. 25 sierpnia 1890 w Modenie; zm. 19 lutego 1952) – włoski biskup, Sługa Boży Kościoła katolickiego.

## Życiorys
Francesco Giberti był najstarszym z ośmiorga dzieci swoich rodziców. W październiku 1905 roku, mając 15 lat został przyjęty do seminarium, a w dniu 6 kwietnia 1913 roku otrzymał święcenia kapłańskie. W dniu 8 listopada 1928 roku został mianowany kanonikiem w kościele metropolitalnym w Modenie. W dniu 12 maja 1943 roku został mianowany na biskupa diecezji Fidenza, a w dniu 20 czerwca z tego samego roku został konsekrowany na biskupa w katedrze w Modenie. Zmarł 19 lutego 1952 roku w opinii świętości. Obecnie trwa jego proces kanonizacyjny.